# باسكال إنجمان
باسكال كارل أورلاندو إنغمان مورشيو (من مواليد 30 يوليو 1986)، هو كاتب روائي وصحفي سويدي من مواليد 1986 بمدينة ستوكهولم، بدأ كتابة الروايات عام 2017 حيث حققت أولي روايته (الوطنيون) نجاحا كبيرا. تمت ترجمة أعماله إلى 19 لغة. تم تصوير إنجمان باعتباره نجمًا صاعدًا في روايات الجريمة الإسكندنافية، وقد أطلق عليه ديفيد لاجركرانتز لقب "سيد الجيل الجديد".

## من مؤلفاته المترجمة الى العربية
- رواية: فرقة الأرامل
- رواية: كاره النساء